# Vegeta
Vegeta (ベジータ Bejīta) là một nhân vật hư cấu trong loạt anime đình đám Dragon Ball Z, Dragon Ball GT và Dragon Ball Super. Anh được tạo ra bởi tác giả Akira Toriyama. Trong Dragon Ball, anh là chồng của Bulma, cha của Trunks và Bulla, anh trai của Tarble. Anh cũng là hoàng tử của tộc người Saiyan. Ngoài Son Goku, Son Gohan và Piccolo, anh là một trong những nhân vật nổi bật nhất trong bộ truyện tranh này. Vegeta luôn coi Goku là đối thủ lớn nhất của mình, dù rằng về sau anh và Goku đã trở thành những người đồng minh.

## Tính cách
Vegeta lạnh lùng, kiêu ngạo, ngông cuồng. Niềm kiêu hãnh và lòng tự trọng của anh chính là điểm nổi bật nhất trong tính cách của anh. Lúc đầu anh là người xấu, nhưng về sau anh đã cải tà quy chính, chiến đấu vì công lý để bảo vệ người thân. Anh rất yêu gia đình của mình đặc biệt là Bulma nhưng anh lại không thổ lộ ra bên ngoài. Anh là hoàng tử của người Saiyan.
"Sẽ cần nhiều hơn trò chơi với bộ não để ngăn chặn ta. Ngươi có thể đã xâm chiếm tâm hồn và thể xác ta...Nhưng có một thứ người Saiyan luôn nắm giữ: LÒNG KIÊU HÃNH !" - Vegeta, khi Babidi cố gắng xâm chiếm tâm hồn của anh.
Luôn luôn thể hiện mình là một 'cool boy', nhưng thực tế thì Vegeta chứ không phải Goku mới là người yêu vợ thương con. Nhân vật này luôn biết dành quỹ thời gian ít ỏi của mình cho việc đi chơi du lịch, nghỉ dưỡng với vợ con.
Trái ngược hoàn toàn là một Goku luôn tìm cách bỏ bê vợ con (Chi-chi, Goten) để đi luyện võ hoặc kiếm ai đó mạnh hơn mình để... đánh lộn. Trừ lúc lấy vợ, Goku phần lớn đều dành thời gian lên Thiên đàng hoặc lang thang ngoài hành tinh khác mà thôi.
Nhiều người nói rằng việc Goku không gắn bó với vợ mình là do bản tính của người Saiyan. Nhưng khoan, hãy nhìn cách mà Vegeta đối xử với Bulma. Trong Dragon Ball Super, có một cảnh Goku mời Vegeta đi "luyện tập" với mình. Vegeta từ chối, để ở nhà giúp đỡ cho vợ. Ai dám nói mọi đàn ông Saiyan đều "xa cách" với vợ mình?
Ở Giải đấu Sức mạnh của Dragon Ball Super, Vegeta đã một lần cứu nguy cho Cabba, đệ tử ở Vũ trụ 6, dù rằng việc này vốn dĩ không cần thiết khi cả hai là đối thủ của nhau. Và trong giờ phút cuối cùng, Hoàng tử Saiyan đã gạt đi cái tôi và lòng tự cao của mình để truyền lại cho Goku một chút sức mạnh để đánh bại Jiren.
Biến chuyển tâm lý của Vegeta cũng là rất đáng để học hỏi. Từ chỗ là một kẻ phản diện muốn 'thịt' cả Trái Đất, Vegeta dần dần trở thành một người chồng tốt, người cha tốt, người bảo vệ chính nghĩa, sư phụ dạy dỗ người khác.
Vegeta sở hữu những khả năng phi thường giống như những thành viên khác trong nhóm chiến binh Z như điều khiển ki, siêu sức mạnh và tốc độ, bắn chưởng,v.v Anh cũng có thể biến thành Siêu Saiyan và các trạng thái cao hơn.

## Vegetamanga
Vegeta xuất hiện lần đầu ở phần đầu manga Dragon Ball Z. Sau khi Raditz thất bại trong việc khuất phục Goku, Vegeta và Nappa đích thân đến xâm chiếm Trái Đất. Đó là một trong những hoạt động thường thấy của người Saiyan, họ xâm chiếm các hành tinh rồi đem bán với giá đắt cho các hành tinh khác, thậm chí gửi những đứa trẻ của dân tộc mình đến các hành tinh khác để khi lớn lên chúng sẽ nắm quyền (Goku là một trong số đó). Lúc này sức mạnh của Vegeta trội hơn Goku tuy nhiên sau một cuộc chiến căng thẳng Vegeta chẳng may bị đánh bại. Mặc dù Goku nhờ đến nhiều sự trợ giúp mới thắng được, nhưng Vegeta vẫn coi đó là sự sỉ nhục và nuôi lòng căm giận Goku từ đó.
Để cứu sống những người bạn bị Vegeta và Nappa giết, Krillin, Bulma và Son Gohan đến hành tinh Namek để tìm kiếm Ngọc rồng, tuy nhiên Vegeta và Frezza cũng là những kẻ muốn có Ngọc rồng để thực hiện điều ước trường sinh bất tử. Sau nhiều diễn biến phức tạp, Vegeta đối đầu với Frezza, kẻ tử thù của người Saiyan- kẻ đã tiêu diệt toàn bộ hành tinh Saiyan. Nhưng sau rất nhiều nỗ lực Vegeta vẫn bị Frezza đánh bại. Lúc sắp chết, Vegeta kịp kể cho Goku sự thật về số phận của người Saiyan và cầu xin Goku hãy tiêu diệt Frezza bằng bàn tay của một người Saiyan.
Sau cuộc chiến với Frezza, Vegeta được sống lại cùng với những người đã chết trên hành tinh Namek. Vì không còn nơi nào để đi, anh đến Trái Đất cư ngụ tại nhà của Bulma. Một năm sau, Frezza cùng cha hắn tìm đến Trái Đất để trả thù trong lúc Goku còn đang mất tích nhưng bị siêu Saiyan đến từ tương lai tiêu diệt. Vậy là điều Frezza lo sợ đã thật sự trở thành hiện thực: hắn phải chết dưới tay một siêu Saiyan. Siêu Saiyan này là Trunks, chính là con trai của Vegeta và Bulma trong tương lai 20 năm sau, nhưng cả hai đều không biết điều đó. Trunks thông báo với mọi người về hiểm họa robot sát thủ sẽ đến trong 3 năm nữa. Vegeta quyết định ở lại Trái Đất tiếp tục luyện tập để chờ quyết chiến với Goku.
Ba năm sau, nhờ sự luyện tập chuyên cần, Vegeta đã đạt đến trình độ Siêu Saiyan, tuy nhiên không đủ để đánh bại các robot sát thủ 17 và 18, cả khi đạt được trạng thái Advanced Super Saiyan vượt qua Android 17 và 18 thì cũng không đủ để đánh bại Cell. Vào lúc kết thúc phần này, Vegeta đã ít nhiều tỏ ra là mình có cảm xúc của con người bình thường, trước tình yêu thương mà Trunks (tương lai) dành cho cha. Lúc này Goku đã hi sinh nên Vegeta không còn hi vọng được phân cao thấp với anh nữa, nhưng vẫn ở lại Trái Đất sống với Bulma và Trunks.
Bảy năm sau, Goku được trở lại cuộc sống để tham gia Đại hội võ thuật. Lúc này Vegeta đã đạt tới trình độ Siêu Saiyan cấp 2. Trunks dưới sự huấn luyện của cha cũng đã trở thành siêu Saiyan dù mới chỉ 8 tuổi và là bạn thân của cậu bé 7 tuổi Son Goten. Trong đại hội võ thuật, Vegeta được xếp cùng cặp đấu với Goku nhưng sự xuất hiện của tay sai Babidi đã ngăn cản cuộc đấu. Babidi là tên phù thủy đang muốn hồi sinh Majin Buu, quái vật có sức mạnh khủng khiếp có thể tàn phá vũ trụ. Để làm được việc đó cần có nguồn sức mạnh cực lớn, bọn Babidi cảm thấy Vegeta có dã tâm nên đã khống chế để biến Vegeta thành người của mình (Majin Vegeta). Lúc đầu Goku không muốn đánh với Vegeta, nhưng khi nhìn cảnh nhiều người vô tội ở Đại hội võ thuật bị Vegeta giết hại thì chấp nhận, với 1 điều kiện là họ phải đấu ở một nơi không có người sinh sống.
Vegeta nói với Goku rằng việc mình yếu đi là lỗi ở người Trái Đất. Nơi này đã biến Vegeta thành nhu nhược. Nhưng bây giờ thì nhờ vào Babidi, Vegeta đã ác lại như xưa. Như vậy Vegeta đã đồng ý để Babidi khống chế nhằm trở nên mạnh hơn.

Gogeta ở trên và Vegito ở dưới

Hai người đấu cân tài cân sức. Sức mạnh của họ đã góp phần đánh thức Buu. Khi nhận ra được sự nguy hiểm của Buu, Vegeta lừa Goku quay đi rồi đánh ngất Goku. Anh muốn chính tay mình tiêu diệt Buu, vì cho đó là lỗi của mình. Vegeta lúc này rất mạnh nhưng mỗi lần bị đánh trúng Buu lại có thể phục hồi ngay tức khắc vì thế Vegeta nhanh chóng bị kiệt sức. Trunks đang ở gần đó xông vào cứu cha. Vegeta ôm lấy Trunks và dặn Trunks hãy chăm sóc Bulma, sau đó đánh ngất Trunks và Goten rồi nhờ Piccolo đưa 2 đứa trẻ đi thật xa. Với tất cả sức mạnh còn lại trong người, Vegeta đã hi sinh chính bản thân mình vận hết ki trong cơ thể bộc phát ra ngoài để tiêu diệt Buu. Piccolo thật không thể ngờ là Vegeta có thể hi sinh mình để cứu những người khác, và lần đầu tiên thay đổi cách nhìn về Vegeta.
Sự hi sinh của Vegeta không đủ để tiêu diệt Buu, từ địa ngục Vegeta đã được đưa trở lại dương gian để tiếp tục chiến đấu dù biết rằng nếu một linh hồn chết đi thì sẽ không còn cơ hội nào để được hồi sinh hay tồn tại dưới bất kỳ dạng nào khác. Bằng đôi bông tai Potara, Vegeta đã kết hợp với Goku để trở thành Vegito. Ban đầu Vegeta không muốn liên kết với Goku trong một hình hài nhưng sau khi biết rằng vợ con mình đã bị Buu giết hại thì Vegeta đồng ý.
Vegeta và Goku sát cánh để bảo vệ Trái Đất. Trong trận chiến cuối cùng, khi thấy Goku đấu với Buu dưới dạng Siêu Saiya cấp 3, Vegeta cảm phục sức mạnh của Goku và lần đầu tiên tự nhận là mình yếu hơn, đó là lúc anh chiến thắng được lòng tự ái của mình và nhận thức rằng mình có trách nhiệm là một phần của nhân loại. Vegeta tình nguyện đối đầu với Buu để Goku có thời gian tập hợp Genki và cùng với Goku kêu gọi nhân loại trao cho họ năng lượng.
Sau khi chiến thắng Buu, Vegeta cùng Goku trở lại Trái Đất và sống hạnh phúc bên gia đình. Vegeta và Bulma có thêm một người con gái tên là Bulla. Hình ảnh cuối cùng về Vegeta trong manga Dragon Ball Z là tại Đại hội Võ thuật, bên cạnh các nhân vật quen thuộc khác (Thực ra vẫn còn phần Dragon Ball Super).

## Vegeta trong anime Dragon Ball GT và Super

Vegeta trong GT

Trong GT, Vegeta xuất hiện với một kiểu tóc mới và một bộ ria mép. Bộ ria đó Vegeta đã cạo đi vì con gái anh, Bulla đã nói rằng: "Bộ ria của cha làm cha giống như một lão già vậy". Trong Baby Saga của DBGT, Vegeta bị Baby nhập vào và dùng thân xác của anh cho đến hết Saga. Anh được xuất hiện nhiều hơn trong Super 17 Saga và Shadow Dragon Saga. Đặc biệt là trong Shadow Dragon Saga, Vegeta trở thành Siêu Saiyan cấp 4 cùng Goku sử dụng Fusion Dance thành Gogeta chiến đấu với Omega Shenron
Trong DB Super, Vegeta vẫn xuất hiện với vẻ ngoài khá giống với bản thân hồi Z. Anh cùng với Goku và các chiến binh ở Trái Đất tiếp tục bảo vệ Trái Đất khỏi các địch thù cũ và mới như Frieza, Black Goku, Zamasu,... đồng thời khám phá thêm về các vị thần, trạng thái mới và đa vũ trụ cùng những chuyến phiêu lưu mới
Các dạng biến hình của Vegeta:
-Dạng khỉ đột (Orzzaru): Như những người Saiyan khác, Vegeta có thể biến thành dạng khỉ đột Saiyan khi nhìn vào Mặt trăng hoặc những hành tinh có ánh sáng tương tự với điều kiện là anh phải còn đuôi. Dạng này giúp sức mạnh anh tăng gấp 10 lần, từ 18000 đơn vị sức mạnh thành 180000. Xuất hiện lần đầu trong Saiyan Saga khi chiến đấu với Goku.
-Super Saiyan (Siêu Saiyan): Sau trận chiến với Frieza ở Namek, Vegeta đã lao đầu tập luyện để chuẩn bị cho sự kiện Android Saga xảy ra vào 3 năm sau, thành quả cho việc tập luyện là trạng thái Super Saiyan tăng sức mạnh của anh lên 50 lần, tóc và hào quang của Vegeta chuyển thành màu vàng. Lần đầu sử dụng trong Android Saga lúc đánh với Android số 19
-Advanced Super Saiyan (Siêu Saiyan dạng 2): Vegeta đạt được dạng này trong khi tập luyện trong phòng Tinh thần thời gian. Trong dạng này cơ bắp của Vegeta trở nên to hơn chút, mái tóc dựng lên và sức mạnh tăng lên so với Super Saiyan 1. Ở dạng này Vegeta có thể đánh bại Cell bán hoàn hảo một cách dễ dàng, nhưng lại bị Cell hoàn hảo đánh bại
-Super Saiyan 2 (Siêu Saiyan cấp 2): Sau trận chiến với Cell, Vegeta đã tập luyện liên tục và đạt được hình thái SSJ2. Lần đầu Vegeta sử dụng là lúc đánh nhau với Goku trong khi đang bị điều khiển bởi Babidi. 
- Golden Great Ape : Anh đạt được nhờ sự giúp đỡ của Bulma , đây là bước trung gian để đạt Super Saiyan 4.
-Super Saiyan 4: Lần đầu đạt được trong Dragon Ball GT. Trong dạng này, Vegeta sở hữu sức mạng gấp 10 lần Super Saiyan 3.
-Super Saiyan 4 Limit Breaker: Dạng này là một sự cải tiến có được của Super Saiyan 4 được Xeno Vegeta sử dụng đạt được bằng cách tiếp nhận một nguồn ki cực kì dồi dào hơn Super Saiyan 4 Full Power thông thường. Ở dạng này, hào quang chuyển sang sắc đỏ tím có các tia lửa bạc giống với Bản năng vô cực còn mái tóc giờ đây có chút sắc đỏ.
-Super Saiyan God (Siêu Saiyan Cấp Thần): Trạng thái này là đẳng cấp truyền thuyết của người Saiyan, để đạt được cần nhận ki của 6 người Saiyan thuần khiết. Trong Manga, trong trận chiến với Black Goku, không biết bằng cách nào Vegeta đã đạt được dạng này. Trong Anime, Vegeta đạt được God sau giải đấu sức mạnh đa vũ trụ (Tournament of Power)
-Super Saiyan Blue (Tên cũ là Super Saiyan God Super Saiyan): Khi tập luyện cùng với Goku ở hành tinh của Berrus và Whis, Vegeta đã đạt được hình thái này mà không cần trải qua trạng thái SSJ God. Dạng này có sức mạnh khủng khiếp hơn cả Super Saiyan God. Trong trạng thái này, tóc của người dùng chuyển thành xanh da trời, hào quang vẫn giống Super Saiyan God nhưng ổn định và nhẹ nhàng hơn và có màu xanh. Vegeta trong dạng này có thể đánh bại Golden Frieza.
-Super Saiyan Blue Evolved: Trong Giải đấu sức mạnh, sau khi nhớ lại lời hứa của Cabba về việc sẽ hồi sinh vũ trụ 6 sau khi chiến thắng, đổi lại Cabba phải cho Vegeta thăm quan hành tinh Saiyan của Vũ trụ 6, Vegeta đã đột phá sức mạnh của Super Saiyan Blue và đạt được trạng thái này, còn trong manga ở Giải Đấu Sức Mạnh vì khát khao vượt qua Goku nên anh đã chọn một con đường khác với Goku khi Goku có khả năng kiểm soát ki tốt hơn nên đã tạo ra form Super Saiyan Blue Perfected và Blue Kaioken còn Vegeta với lượng ki dồi dào đã quyết định tung hết sức mạnh và quyết tâm chiến thắng từ đó tạo ra Blue Evolved. Trong dạng này, Vegeta vẫn giữ một số đặc điểm của Super Saiyan Blue nhưng mái tóc và hào quang đã chuyển qua màu xanh đậm và ở anime cơ bắp của anh ta có phần phát triển gợi đến hình ảnh của Super Saiyan Grade 2. Ở dạng này, Vegeta tỏ ra ngang bằng hoặc nhỉnh hơn Goku Super Saiyan Blue kếp hợp Kaioken cấp 20, có thể cùng Goku đánh lại Jiren lúc hắn chưa sử dụng hết sức mạnh.
- Super Saiyan Blue Evil Aura : Trong Dragon Ball Heroes, Vegeta có được khi bị Turles truyền năng lượng ác quỷ của Fuu, bằng sức mạnh ý chí,anh đã làm chủ được nó và chuyển hóa lên một dạng mới của ssj blue .
-Perfect Super Saiyan Blue : Chỉ xuất hiện trong manga , Vegeta đạt được khi luyện tập với Beerus trước Giải đấu sức mạnh . Dạng này cho phép Vegeta sử dụng Super Saiyan Blue toàn bộ sức mạnh mà không bị hao tổn nhiều năng lượng như dạng Blue ban đầu bằng cách nén ki vào cơ thể để cố áp chế không để ki thoát ra (trừ lúc để thoát bằng cách dùng ki để tấn công). Dạng này ngoài việc giảm sự hao tổn ki ra thì không có hoặc có ít cải tiến về sức mạnh.
-Ultra Ego (Bản ngã tối thượng): Trạng thái này tạm thời chỉ xuất hiện trong manga. Trong trận chiến với Granola, Vegeta đã đạt được hình thái này. Trạng thái này giúp Vegeta có thể mạnh hơn Granola vì đã câu giờ khá lâu .Trạng thái này cho phép anh sử dụng quyền năng của Thần Hủy Diệt.

## Diễn viên lồng tiếng
- Nhật Bản: Horikawa Ryo
- Latin American Dub: René García (Adult Vegeta) and Luis Daniel Ramírez (Kid Vegeta)
- Ocean Dub: Brian Drummond (Adult and Kid Vegeta) and Saffron Henderson (Kid Vegeta)
- FUNimation Dub: Christopher R. Sabat

Tagalog, Hiligaynon & Cebuano Dub: Richie Garcia (Kid Vegeta) and Vincent Gutierrez (Adult Vegeta) 
- German Dub: Santiago Ziesmer Seasons 1-2 Oliver Siebeck Season 3-onward
- Brazilian Dub: Alfredo Rollo
- Italian Dub: Gianluca Iacono
- Portuguese Dub: João Loy (I), Vítor Rocha (II), Ricardo Spínola (III)
- Lồng tiếng Việt: Minh Vũ